# اسحاق لاریان
اسحاق لاریان (زاده ۸ فروردین ۱۳۳۳ برابر با ۲۸ مارس ۱۹۵۴ در اصفهان)، یک میلیاردر ایرانی-آمریکایی و بنیانگذار و مدیر عامل اجرایی شرکت ام‌جی‌ای انترتینمنت می‌باشد.
وی در یک خانواده یهودی (کلیمی) متولد شد و چهار ساله بود که خانواده او به محله نارمک تهران نقل مکان کرد. پدر او در تهران صاحب یک مغازه پارچه فروشی بود. لاریان دانش‌آموخته مهندسی عمران از دانشگاه ایالتی کالیفرنیا است.